# Boas Notícias (turnê)
"Boas Notícias" foi a décima segunda turnê realizada pela apresentadora e cantora Xuxa Meneghel, baseado em seu álbum homônimo, a turnê foi apresentada em 8 cidades do Brasil. Em relação a outras turnês, esta teve poucas apresentações por conta da gravidez de Xuxa. O show abusava de efeitos especiais, luzes e cores. Trechos da turnê foram exibidas no Planeta Xuxa e no especial Xuxa 12 anos naquele mesmo ano.

## Setlist
"Carmina Burana: Boas Notícias" (vídeo introdução)
1. "Oração de um Novo Milênio"
2. "Xuxa Lelê"
3. "Preste Atenção"
4. "Amarelinha (Pulando, Pulando)"

Músicas em Acapela (geralmente "Abecedário da Xuxa")
1. "Arco-Íris"

Artista convidado
1. "Serenata do Grilo"

Paquitas New Generation ("Não Seja Estúpido", "Planeta Dance" e "Não se Reprima)
1. "Planeta Xuxa"
2. "Pot-Pourri:"

- "Pinel Por Você"
- "Tindolelê"
- "Ilariê"

"Violência" (Interlúdio)
1. "Boas Notícias"

Artista convidado
1. "Xuxaxé"
2. "Libera Geral"

Artista convidado
1. "Lua de Cristal"

## Concerto Sinopse
O show começa com uma introdução em vídeo com a discografia e sobre a carreira televisiva de Xuxa, ao som de "Carmina Burana", após o fim do vídeo, luzes obscuras iluminam o palco, então surgem as Paquitas New Generation seguindo a coreografia, enquanto é tocada uma música instrumental de fundo com luzes colorindo o palco. Xuxa emerge no centro do palco vinda de um elevador de vidro que sai do chão na parte superior no palco, vestindo uma capa preta, e canta "Oração de um Novo Milênio". Após o fim, Xuxa tira a capa e usa um vestido dourado com pintinha pretas, e também longas botas pretas; e fala de Boas Notícias e canta "Xuxa Lelê" juntamente com as Paquitas usando sombreiros de guarda chuva e pompons. Após um pequeno discurso sobre responsabilidades, Xuxa canta "Preste Atenção" usando óculos escuros e um longo cachecol plumado branco, com as Paquitas usando tutus e cachecóis plumados. Xuxa canta "Músicas em a Capela" pedidas pelo público que não estão no repertório, fala de brincadeiras e canta "Amarelinha (Pulando, Pulando)", usando o capuz do vestido juntamente com as Paquitas vestidas com macacões e perucas amarelas. Xuxa interage novamente com o público e canta "Arco íris" com as Paquitas dançando com faixas coloridas. 
A segunda seção começa com Xuxa chamando a primeira atração do show (Artista Convidado). Após o fim da apresentação, ela canta "Serenata do Grilo" com as Paquitas usando roupas camufladas e com duas pessoas fazendo os papéis do Grilo e da Grila. Após o fim, Xuxa apresenta cada Paquita para cantarem "Não Seja Estúpido" (a partir de Maio), "Planeta Dance" e "Não se Reprima. Em seguida, as luzes do palco iluminam em todas as direções e Xuxa vestida com uma curta blusa prata com uma longa saia preta surge na parte superior do palco e canta "Planeta Xuxa", junto com as Paquitas, Gêmeas e o Grupo You Can Dance. Xuxa faz um discurso do Brasil e canta o um "Pot-Pourri" com as versões curtas de "Pinel Por Você", "Tindolelê" e "Ilariê", com as Paquitas dançando com Pompons enquanto as Gêmeas balançam as bandeiras do Brasil. 
O terceira seção começa com o palco escurecendo, tendo foco uma pequena interpretação sobre a violência (que mostra um homem interpretado por Fly oferendo uma flor, porém ninguém aceita, até que um casal aparece e ele oferece a flor para a moça, e o homem o agride), então Xuxa surge na lateral do palco e uma gravação feita por ela em áudio é reproduzida, após o fim da mensagem, Xuxa canta "Boas Notícias" com a mesma roupa do ato anterior e óculos escuros tocando guitarra, junto com as Paquitas. É chamado por ela a segunda atração do show. Xuxa ensina a coreografia para a plateia e canta "Xuxaxé" e "Libera Geral". Xuxa chama a próxima atração, e volta vestida em um vestido branco plumado e longas botas brancas, faz os agradecimentos especiais aos colaboradores do show, e um emocionante discurso e canta "Lua de Cristal". Xuxa agradece ao público e se despede ao som instrumental de "Lua de Cristal" com as Paquitas segurando várias bandeiras de países, e desce pelo elevador de vidro enquanto são estourados fogos de artifícios.

## Curiosidades
- A música "Xuxaxé" era originalmente performada depois de "Oração de um Novo Milênio", mas passou a ser performada antes de "Libera Geral", a música "Xuxalelê" era originalmente performada antes de "Libera Geral", mas passou a ser performada depois de  "Oração de um Novo Milênio".

- Foram usadas elementos da turnê Sexto Sentido, como os desenhos holográficos.

- A canções "Diet" e "Vamos em Frente" chegaram a ser ensaiadas, mas nunca foram peformadas na turnê.

- Em relação ás turnês anteriores, a turnê do álbum Boas Notícias teve poucos shows por conta da gravidez de Xuxa.

- Trechos da turnê foram exibidos no Planeta Xuxa de despedida para a licença maternidade e no especial Xuxa 12 anos.

- Foi a última turnê de Xuxa dirigida por Marlene Mattos que era empresária de Xuxa.

- As imagens da turnê nunca mais apareceram após o ano de 1998. Há boatos de que a Xuxa Produções tenha perdido esse material.

- Foi a turnê da Xuxa que mais abusou de efeitos especiais.

- Foram muitas músicas em a capela que Xuxa cantou durante os shows como "Doce Mel (Bom Estar Com Você)", "Milagre da Vida", "Pipoca", "Abecedário da Xuxa", "Salada Mixta", "Dança da Xuxa".

- Karametade, Vinny e Exaltasamba participaram de um dos shows da turnê.

- Xuxa decidiu reduzir de 32 para dez shows (incluindo os dois shows da turnê CarnaXuxa no Metropolitan em 1998) dos shows da turnê que já estavam programados pelo Brasil. O motivo é a gravidez, que, segundo ela, completou quatro meses.

## Cenário
O cenário contava com elementos utilizados no show no Beach Park da turnê anterior em 1997, como os planetas que giravam, bebês e blocos com letras. Na abertura, um grande painel espacial se abria e Xuxa surgia no palco na part mais alta através de um elevador de vidro que sai do chão com muita chuva de papel picado prata, para chegar ao relevo baixo do palco tinha uma escada dourada. Ao lado da escada um rampa vinda do lado esquerdo do palco ligada ao relevo baixo por onde viam os artistas convidados e as Paquitas New Generation.

## Figurinos
Por Xuxa estar grávida, houve várias modificações nos figurinos do show. Xuxa iniciava o show com uma capa preta, em seguida Xuxa tira a capa e aparece com um vestido dourado completamente com lantejoulas e botas pretas, no segundo ato Xuxa voltava com uma blusa curta dourada e uma saia longa preta, e no último ato xuxa voltava com um vestido branco com plumagens usando botas brancas.

## Shows Especiais

### Nico
No primeiro semestre de 1998, Xuxa viajou grávida para a Argentina, e se apresentou no programa Nico, onde cantou vários de seus sucessos com as Paquitas New Generation.
1. "Que sí, Que no"
2. "Luna de Cristal"
3. "Los Amigos de Mis Amigas Son Mis Amigos"
4. "Chindolele"
5. "Ilarié"

### Criança Esperança 1998
Foi realizado no Ginásio do Ibirapuera, em São Paulo, e transmitido ao vivo no dia 10 de outubro de 1998 para todo o país. Renato Aragão comandou o espetáculo, que contou com números musicais e a participação de diferentes artistas brasileiros. Um dos destaques foi o retorno de Xuxa aos palcos, após sua licença-maternidade. Na parte final do show, a apresentadora, acompanhada pelas Paquitas, cantou uma música composta especialmente para aquela noite.
1. "Um Mundo Melhor"
2. "Libera Geral"

### Chegada do Papai Noel
No dia 20 de Dezembro de 1998, foi realizada a Chegada do Papai Noel em Porto Alegre. Xuxa foi a apresentadora do espetáculo (assim como nos anos anteriores), apenas se sabe que Xuxa cantou a música "Abre Coração" com o grupo Fat Family, além de Xuxa, vários outros artistas compareceram no evento como a Família Lima.
1. "Abre Coração" (com Fat Family)

### Natal sem Fome
Assim como no ano anterior, Xuxa fez um show no bairro de Campo Grande no Rio de Janeiro no final de 1998. O show dá a ideia de transição entre a turnê Boas Notícias e a turnê Só Faltava Você que ocorreria no ano seguinte. Só no Sapatinho, Os Morenos e Claudinho e Buchecha também participaram do show.
1. "Planeta Xuxa"
2. "Libera Geral"
3. "Pot-Pourri:"

- "Pinel por Você"
- "Tindolelê"
- "Ilariê"

1. "Pelotão da Xuxa"
2. "Xuxa Lêlê"
3. "Tô de Bem Com a Vida"
4. "Eu tô Feliz"

### Acapulco
Xuxa se apresentou em Acapulco, México juntamente com as Paquitas 2000, no dia 23 de Maio de 1999, para a divulgação de seu sexto álbum espanhol que seria lançado no dia 22 de Junho do mesmo ano, o show foi transmitido ao vivo pela Televisa. 
1. "El Mundo es de Los Dos"
2. "Besamé Poquito"

### Criança Esperança 1999
Foi realizado no Ginásio do Ibirapuera, em São Paulo, e transmitido ao vivo no dia 16 de outubro de 1999 para todo o país. Renato Aragão comandou o espetáculo, que contou com números musicais e a participação de diferentes artistas brasileiros. Um dos destaques foi o retorno de Xuxa aos palcos acompanhadas com as novas Paquitas 2000. 
1. "Profecias (Fim do Mundo)"
2. "Xuxa Lelê"

### Festival Viña Del Mar
Foi realizado no Festival Viña Del Mar, em Santiago no Chile, e transmitido ao vivo no dia 19 de Fevereiro de 2000 pelo Canal 13. No entanto, Xuxa não foi bem recebida pelos chilenos, sendo que quando Xuxa pediu ao público para cantarem com ela o hit "Ilarié", substituíram o refrão (Ô-Ô-Ô), por um palavrão. Xuxa não aguentou as provocações. Disse que as pessoas não estavam felizes, agradeceu e abandonou o palco. Neste momento, parte do público (especialmente crianças e adolescentes que estavam na frente) começou a aplaudir e a gritar o nome da brasileira. O apresentador do festival chamou então Xuxa de volta e pediu que ela cantasse "Ilarié". "Eu pensei que vocês não me queriam aqui", disse. Sob aplausos, a apresentadora não resistiu e começou a chorar. "Será que ninguém me conhece? Sabem que eu choro sempre, especialmente quando vejo a emoção do meu público, e foi isso que aconteceu. Fiquei emocionada com o carinho deles", disse Xuxa ao Fantástico. Na segunda vez, o público poupou Xuxa e não cantou o refrão parodiado. A apresentadora agradeceu e recebeu o prêmio Gaivota de Prata, o principal do festival. Com Sasha no colo disse que estava muito emocionada. Apesar de dizer que não está magoada, a apresentadora mandou devolver o troféu.  
1. "El Reino Del Revés"
2. "Chindolele"
3. "Loquita Por ti"

- "Danza de Xuxa" / "Arco Iris" / "Bombón"  (a capela)

1. "Nuestro Canto de Paz"

- "Ilarié" (trecho em a capela)

1. "Ilarié" (editado)

## Datas da Turnê
| Data                    | Cidade        | País   | Local                            | Público |
| ----------------------- | ------------- | ------ | -------------------------------- | ------- |
| 20 de fevereiro de 1998 | Santos        | Brasil | Praia do Gonzaga                 | 100 mil |
| 16 de maio de 1998      | Nova Friburgo | Brasil | Estádio Eduardo Guinle           |         |
| 23 de maio de 1998      | São Paulo     | Brasil | Pista de Atletismo do Ibirapuera |         |
| 30 de maio de 1998      | Uberaba       | Brasil | Estádio Boulanger Pucci          |         |

## Ficha Técnica
Elenco: Paquitas, You Can Dance, Gêmeas e Bombom

Cenografia: João Cardoso, Lueli Antunes e Ana Paula Antunes

Assessoria de Imprensa: Mônica Muniz

Produção Executiva: Angela Mattos

Produtor: Luiz Cláudio Lopes Moreira

Direção e Supervisão Geral: Marlene Mattos

Realização: Archyvo X e Xuxa Produções